# アゴラ (メディア)
アゴラ（Agora）は、主に政治や経済に関連した記事を扱う日本のオピニオンサイトである。運営者は株式会社アゴラ研究所（2011-12-1まで株式会社アゴラブックス）。主宰は同研究所代表取締役の池田信夫。

## 概要
池田をはじめとする執筆陣が時事問題を論じている。創刊当初は、経済・ビジネス・情報通信・メディアを主な領域とし、政策担当者やビジネスマン向けの「中級」の経済知識を提供するオピニオンサイトとしてスタートしたが、近年は現職政治家も参加し、その一人である音喜多駿が「今年（注・2016年）ですっかり政治ネットメディアの代表格にのし上がった」と述べている。
テレビの電波政策など、大手マスコミではタブーとされる問題を取り上げることも辞さないとしており、2014年には池田が朝日新聞の慰安婦報道問題を追及。2016年には、八幡和郎と池田が、民進党の代表選挙に出馬した蓮舫参議院議員の二重国籍問題を最初に取り上げた。同年9月には、月間ページビュー数が1,000万に達した、としている。また、2016年アメリカ合衆国大統領選挙に際しては、執筆陣の一人である渡瀬裕哉がドナルド・トランプの当選を1年前から予測し、的中させた。
運営者「株式会社アゴラ研究所」所長でもある池田は 「日本では匿名掲示板の悪影響でウェブ上の言論が壊滅状態なので、専門家が実名で発言することによって、政策担当者やジャーナリスト、一般市民との交流を図りたい」としている。

## 誤報
2017年10月3日、麻酔科医である筒井冨美が執筆した「やめて！こういうインタビュー：宋美玄氏×BuzzFeed のダブルスタンダード」の記事がデマや対談者への誹謗中傷があるとの指摘を受け、筒井のアカウント年内停止（のちに無期限停止に変更）ならびに全執筆記事を非公開にした。アゴラ編集部は「ご指摘をうけた大半の事項で問題がみられ、なによりも記事の根幹となる部分で明白な誤りがありました」と、全面的に間違いを認めている。2018年の時点では、直接投稿する著者の記事も一部例外を除いて編集部で目を通す体制に切り替えたとしている。なお、ゲストオーサーによる応募原稿については2010年の段階から編集部の審査を経て発表する体制となっている。

## 著名な投稿者（50音順）
- 足立康史
- 家入一真
- 池尾和人
- 池内恵
- 池田信夫（代表）
- 岩瀬大輔
- 上山信一
- 潮匡人
- 小黒一正
- 音喜多駿
- 乙武洋匡
- 小幡績
- 北尾吉孝
- 小飼弾
- 駒崎弘樹
- 城繁幸
- 田原総一朗
- 常見陽平
- 土居丈朗
- 内藤忍
- 長島昭久
- 中村伊知哉
- 西和彦
- 新田哲史
- 堀江貴文
- 松田公太
- 八幡和郎
- 渡瀬裕哉